# Zhoukoudian
Zhoukoudian é uma pequena aldeia situada a cerca de 50 quilómetros ao sudeste de Pequim. No monte Longgu, perto da aldeia, há uma caverna natural com cerca de 140 metros de comprimento. Sua largura varia entre 2,5 e 42 metros. É na gruta que se descobriram os vestígios do Homem de Pequim. 

## História
Em 1921, o geólogo sueco, J. G. Andersson, e o paleontólogo austríaco, O. Zdansky, fizeram uma escavação amadora em Zhoukoudian e encontraram alguns fósseis animais e pedaços de quartzo branco com fios. 

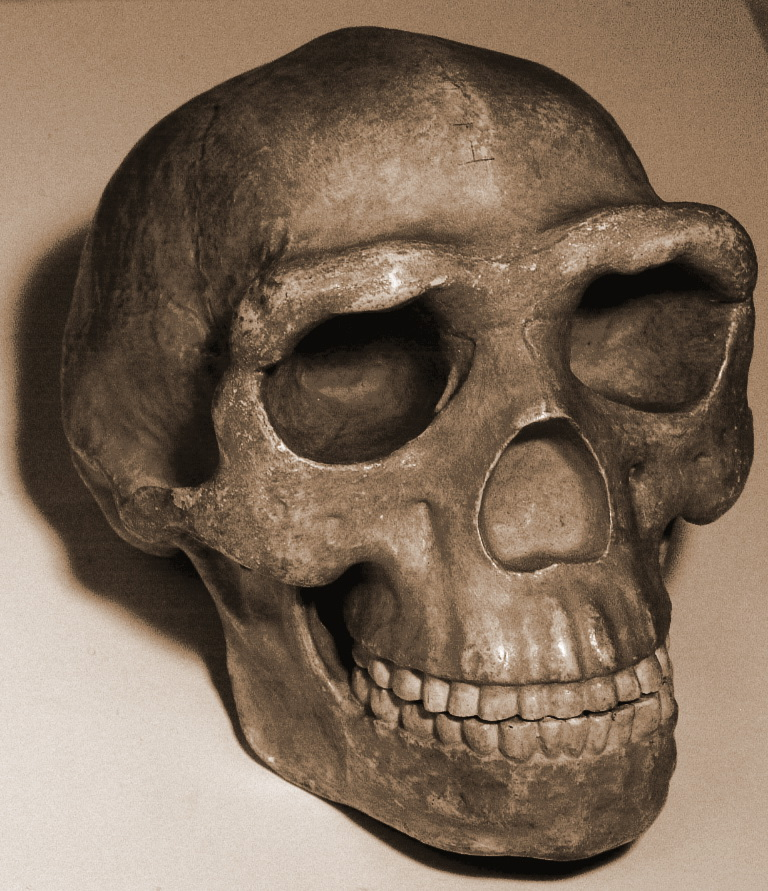
Crânio do Homem de Pequim

Nas escavações realizadas em 1921 e 1923, eles obtiveram dois fósseis de dentes de seres humanos, mas não os reconheceram imediatamente e só os confirmaram quando publicaram sua descoberta, em 1926. Em 1927, uma equipe composta de arqueólogos chineses e estrangeiros chegou a Zhoukoudian para uma escavação de grande envergadura. No mesmo ano, encontraram mais um dente de um ser humano bem preservado e nomearam o ser humano em Zhoukoudian como Sinanthropus Pekinensis. Depois, fizeram uma emenda na denominação com Homoerectus Pekinensis. Mas, o nome mais vulgar é o Homem de Pequim. 
Em 2 de dezembro de 1929, o arqueólogo chinês Pei Wenzhong descobriu na caverna um crânio humano completo. A notícia repercutiu mundialmente e causou um impacto imediato entre os arqueólogos. Pouco depois, ferramentas de pedra e de osso assim como vestígios de fogueira foram descobertos na mesma localidade, o que chamou a atenção de todo o mundo para as ruínas do Homem de Pequim. 

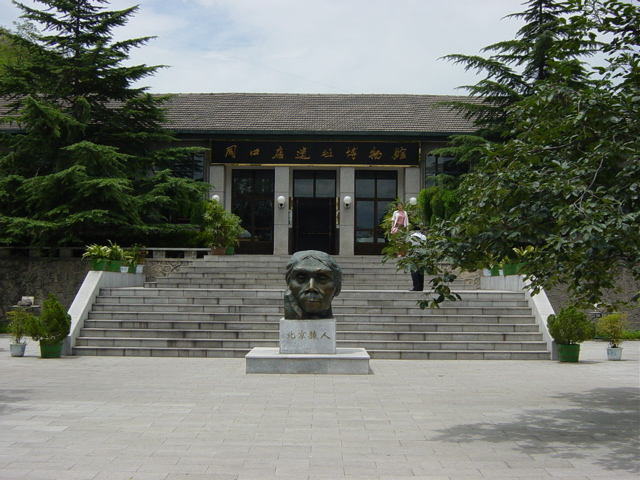
Museu das Ruínas de Zhoukoudian

Em Novembro de 1936, após sucessivas escavações de 11 dias, foram encontrados no mesmo terreno, três crânios humanos. Em 1937, devido a Segunda Guerra Sino-Japonesa,as escavações foram interrompidas por um tempo indeterminado
No final de 1941, os cinco crânios humanos assim como outras amostras desapareceram durante o processo de transporte das peças para fora da China. O Museu das Ruínas de Zhoukoudian reserva atualmente apenas um único crânio humano antigo. Este foi consertado com vários pedaços de ossos, que pertenciam a um mesmo indivíduo, mas escavados em diferentes períodos.
Depois da fundação da República Popular da China em 1949, o processo das escavações em Zhoukoudian foi retomado. Elas obtiveram fósseis de ossos de face, membros e dentes, representando mais de 40 homens de Pequim, além de 100 mil peças de pedra acabadas ou semi-acabadas, peças de osso e peças de chifre, bem como fósseis de mais de 100 espécies de animais e os vestígios do uso de fogo.

## Ver Também
- Homem de Pequim

## Ligações Externas
- (em inglês) Unesco - Sítio do Homem de Pequim em Zhoukoudian